# Mycomya dryophila
Mycomya dryophila är en tvåvingeart som först beskrevs av Ostroverkhova 1979.  Mycomya dryophila ingår i släktet Mycomya och familjen svampmyggor. Inga underarter finns listade i Catalogue of Life.